# Плоня
Пло́ня (пол. Płonia) — річка на північному заході Польщі з довжиною 72,6 км; площа басейну становить 1171 км². Витік на висоті приблизно 48 метрів над рівнем моря, впадає в озеро Домб'є на висоті 1 м над рівнем моря. 

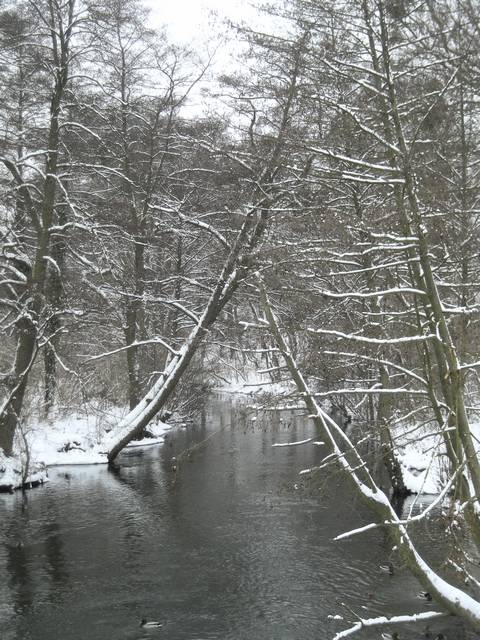
Річка Плоня у Єзериці (Jezierzyce)

Річка Плоня є правою притокою річки Одра.